# Mauvesin (Landes)
Mauvesin d'Armanhac (en francès Mauvezin-d'Armagnac) és un municipi francès situat al departament de les Landes i a la regió de la Nova Aquitània.

## Demografia
| 1962                                       | 1968 | 1975 | 1982 | 1990 | 1999 | 2007 |
| ------------------------------------------ | ---- | ---- | ---- | ---- | ---- | ---- |
| 129                                        | 141  | 116  | 98   | 100  | 86   | 104  |
| Des de 1962: població sense dobles comptes |      |      |      |      |      |      |

## Administració
| Període | Identitat          | Partit |
| ------- | ------------------ | ------ |
| 2001-   | Antoine Lequertier | UMP    |